# Soren (éco-organisme)
Pour les articles homonymes, voir Soren.
Vous pouvez aider à l'améliorer ou bien discuter des problèmes sur sa page de discussion.
- Il ne cite pas suffisamment ses sources. Vous pouvez indiquer les passages à sourcer avec {{référence nécessaire}} ou {{Référence souhaitée}}, et inclure les références utiles en les liant aux notes de bas de page. (Marqué depuis juin 2023)
- Son texte doit être wikifié : il ne correspond pas à la mise en forme Wikipédia (style, typographie, liens internes, liens entre les wikis, etc.). (Marqué depuis juin 2023)
- Il n’est pas rédigé dans un style encyclopédique. (Marqué depuis juin 2023)

- Archive Wikiwix
- Bing
- Cairn
- DuckDuckGo
- E. Universalis
- Gallica
- Google
- G. Books
- G. News
- G. Scholar
- Persée
- Qwant
- (zh) Baidu
- (ru) Yandex
- (wd) trouver des œuvres sur Wikidata

Soren (précédemment connu sous le nom de PV Cycle France) est l’éco-organisme agréé par les pouvoirs publics pour la collecte et le traitement des panneaux photovoltaïques usagés en France.
Il coordonne les parties prenantes de la filière photovoltaïque en France : détenteurs, metteurs sur le marché, institutionnels, collectivités, acteurs et opérateurs de l’économie circulaire.

## Histoire
Soren a été établi en 2014 par les acteurs de l'industrie photovoltaïque française en réponse à l'extension de la réglementation DEEE (Déchets d'Équipements Électriques et Électroniques) aux panneaux photovoltaïques. L'éco-organisme a obtenu son agrément à partir du 1er janvier 2015.

## Cadre réglementaire
La révision de la Directive DEEE en 2012 a étendu le champ d'application de la REP (responsabilité élargie du producteur) aux panneaux photovoltaïques. Cette nouvelle obligation a été transposée en droit français par le décret n° 2014-928 du 19 août 2014 relatif aux déchets d'équipements électriques et électroniques et aux équipements électriques et électroniques usagés.

## Rôles

### Conformité réglementaire
En tant qu’éco-organisme, Soren est agréé par les pouvoirs publics pour assurer l’application de la responsabilité élargie du producteur qui impose aux producteurs de panneaux photovoltaïques la prise en charge de la gestion des déchets générés par les produits – en l’occurrence les panneaux photovoltaïques – qu’ils ont fabriqués ou mis sur le marché.
Soren est chargé des enregistrements et des déclarations auprès des pouvoirs publics et du registre des producteurs.

### Collecte des panneaux photovoltaïques
Soren structure et coordonne le réseau de collecte des panneaux photovoltaïques usagés sur l’ensemble du territoire métropolitain et ultramarin. Il organise la totalité de la collecte des panneaux photovoltaïques usagés sans frais pour les détenteurs. Il s’adresse à la fois aux détenteurs particuliers et professionnels.
Les détenteurs qui disposent de moins de quarante panneaux doivent les déposer dans des points d’apport volontaire.
Les détenteurs qui disposent de plus de quarante panneaux doivent faire une demande d’enlèvement.

### Le traitement des panneaux photovoltaïques
Les premières générations de panneaux photovoltaïques ont été installées au début des années 2000 et ont une durée de vie estimée entre 20 et 25 ans. Le gisement en fin de vie s'accélère rapidement depuis le début des années 2020. Selon l'Agence internationale de l'énergie, les panneaux photovoltaïques à base de silicium cristallin, qui représentent l'essentiel du gisement installé, sont composés à 70% de verre, 13% d'aluminium, 9% de polymères, 3 % de silicium, 3 % de cuivre et 0,08 % d'argent, le reste étant constitué de zinc, de plomb et d'autres métaux.
L’objectif des opérations de traitement est de séparer les différentes fractions de matériaux composant les panneaux photovoltaïques afin de pouvoir les réutiliser dans la fabrication de nouveaux produits.
Il existe deux principales techniques de recyclage : 

#### Le broyage
Cette opération vise à fragmenter le panneau solaire photovoltaïque dans le but de faciliter la séparation des composants hétérogènes. Le broyage permet de trier tous les composants des panneaux par une série d'opérations mécaniques et chimiques. Les matières premières secondaires sont ensuite réintégrées dans la fabrication de nouveaux produits et matériaux.
Les différentes étapes de la méthode de broyage sont : 
1. La réception et dé-palettisation des panneaux sur le centre de traitement ;
2. Le pré-démantèlement ;
3. Le broyage des laminés, criblage et affinage des fractions ;
4. La séparation aéraulique ;
5. La séparation densimétrique ou par flottaison ;
6. La séparation par courant de Foucault[16].

#### La délamination
Cette opération permet, à l'aide d'une lame chaude, de couper dans la longueur le panneau photovoltaïque en séparant la plaque de verre des cellules photovoltaïques,. La délamination par lame chaude permet un recyclage à très haute valeur ajoutée en récupérant de manière intacte un maximum de composants des panneaux solaires photovoltaïques, notamment le verre plat et des métaux stratégiques (silicium, argent et cuivre).
Les étapes de la méthode de délamination sont :  
1. Réception et dé-palettisation des panneaux sur le centre de traitement ;
2. Pré-démantèlement ;
3. Processus de délamination ;
4. Procédé thermique ;
5. Traitement par chimie douce[16].

## Financement
Les missions de Soren sont principalement financées par l'éco-participation. Cette contribution, visible sur la facture, est payée par le metteur sur le marché, et refacturée à l'identique jusqu'au consommateur final. Les recettes issues de la revente de matières recyclées complètent le financement de la filière.

## Évolution des gisements & de la collecte
L'étude du gisement permet de modéliser et d'anticiper la croissance des volumes de panneaux photovoltaïques qui arriveront en fin de vie au cours des prochaines années. 
En 2021, c'est un total de 3395 tonnes de panneaux solaires photovoltaïques usagés qui ont été collectés en France (métropole et outre-mer). Dans les dix années suivantes, le volume annuel est estimé à 50 000 tonnes.